# كاريج كونواي
كاريج كونواي (بالإنجليزية: Craig Conway)‏ هو ممثل بريطاني، ولد في 1975 في المملكة المتحدة.

## أعمال

### أفلام
- (2002) الجنود الكلاب
- (2008) يوم القيامة[3]

## وصلات خارجية
- كاريج كونواي على موقع IMDb (الإنجليزية)
- كاريج كونواي على موقع قاعدة بيانات الفيلم (الإنجليزية)